# 花岡永子
花岡 永子（はなおか えいこ、1938年5月5日 - ）は、日本の宗教哲学者、大阪府立大学名誉教授。

## 来歴
広島県生まれ。1957年広島国泰寺高等学校卒、1963年京都大学文学部哲学科卒、同大学院に学び、1965年より西独ハンブルク大学留学、1968年京大博士課程中退、1973年ハンブルク大学神学博士。1981年花園大学助教授、1986年教授、1992年大阪府立大学教授、1994年「心の宗教哲学 -心の自然な構造に即して」で京大文学博士。2002年定年退官、名誉教授、奈良産業大学教授、2009年退任、名誉教授。別に亡夫の姓である川村永子名義の著作もある。西田幾多郎の影響が強い。

## 著書
- キリスト教と西田哲学 川村永子 新教出版社 1988.5
- キェルケゴールの研究 新しい宗教哲学的探求 川村永子 近代文芸社 1993.4
- 禅と宗教哲学 川村永子 北樹出版 1994.3
- 心の宗教哲学 心の自然な構造に即して 川村永子 新教出版社 1994.9
- 宗教哲学の根源的探究 北樹出版 1998.6
- 絶対無の哲学  西田哲学研究入門 世界思想社 2002.1
- 「自己と世界」の問題 絶対無の視点から 現代図書 2005.11
- Zen and christianity : from the standpoint of absolute nothingness  by Eiko Hanaoka (-Kawamura) 丸善京都、2008.9

## 翻訳
- 神を問う 現代に信仰をさぐる H・ティーリケ編 川村訳 ヨルダン社 1977.4
- 絶対無 仏教とキリスト教の対話の基礎づけ H.ヴァルデンフェルス 松山康国,川村永子訳 法蔵館 1986.6

## 参考
- 花岡永子先生履歴（「奈良産業大学紀要」2009年）[要文献特定詳細情報]